# Евгленові

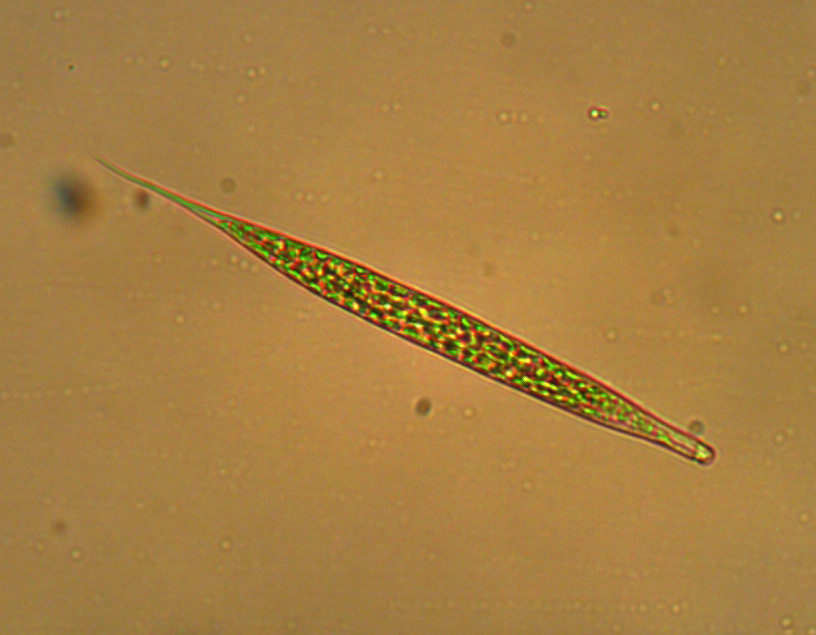
Euglena acus

Евгленові (Euglenozoa) — тип одноклітинних евкаріотів. 
Рухливі одноклітинні, рідше колоніальні організми. Мають один, іноді два джгутики. Протопласти одноядерні, у більшості видів — забарвлені в зелений колір, із вічком, деякі — безбарвні. Окремі види можуть змінювати тип живлення — за наявності сонячного світла отримують енергію шляхом фотосинтезу, у темряві переходять на гетеротрофний тип живлення. Хлоропласти вкриті потрійною мембраною, вважають, що вони утворилися внаслідок ендосимбіозу із зеленими водоростями. Продукт асиміляції — вуглевод парамілон. Зовні тіло вкрите перипластом — ущільненим зовнішнім шаром цитоплазми, поверх якого в кількох родів евгленових утворюється твердий «будиночок». При несприятливих умовах здатні відкидати джгутики та утворювати цисти. Відомі паразитні форми. Розмножуються поздовжнім поділом. Поширені головним чином у прісноводних водоймах. Трапляються в солонуватих водах, на вологому ґрунті та ін. Переважна більшість — вільноплаваючі організми. Відомо понад 900 видів[джерело?].

## Систематика
Томас Кавальє Сміт у 2016 році запропонував таку схему класифікації типу:
- підтип Euglenoida — мають пелікулярні смужки
  - інфратип Entosiphona — 3 живильні палички
  - інфратип Dipilida — 2 живильні палички
    - надклас Rigimonada
      - клас Stavomonadea (ряди Petalomonadida, Decastavida, Heterostavida)
      - клас Ploeotarea (ряд Ploeotiida)

    - надклас Spirocuta
      - клада Peranemea/Euglenophyceae (ряди Peranemida, Anisonemida, Natomonadida, Acroglissida, Entosiphonida, Rapazida, Bihospitida)
- підтип Postgaardia — анаероби
  - клас Postgaardea
- підтип Glycomonada
  -     -       - клас Kinetoplastea
      - клас Diplonemea

## Виноски
1. ↑  
T. Cavalier-Smith (1981). Eukaryote Kingdoms: Seven or Nine?. BioSystems. 14 (3–4): 461—481. doi:10.1016/0303-2647(81)90050-2. PMID 7337818.
2. ↑  Cavalier-Smith, Thomas (2016). Higher classification and phylogeny of Euglenozoa. European Journal of Protistology. 56: 250—276. doi:10.1016/j.ejop.2016.09.003. ISSN 0932-4739.(англ.)